# Henry Wallin
Henry Wallin (* 17. Juli 1922 in Stockholm; † 3. Mai 2013) war ein schwedischer Jazz-Schlagzeuger.
Wallin kam durch ein Konzert von Fats Waller in Stockholm 1938 zum Jazz; 1939 hatte er Schlagzeug-Unterricht bei Åke Brandes und später bei Anders Soldén. 1941 spielte er im Curt Söderlind Orkester, anschließend im Miff Görling Orkester und von 1943 bis 1946 bei Lulle Ellboj im Vinterpalatset. In den 1950er-Jahren arbeitete er bei Thore Ehrling und Carl-Henrik Norin, ab 1957 als Studiomusiker bei Sveriges Radio. Im Bereich des Jazz war er zwischen 1942 und 1988 an 56 Aufnahmesessions beteiligt, u. a. bei Alice Babs und Charlie Norman.